# Melese lateritius
Melese lateritius là một loài bướm đêm thuộc phân họ Arctiinae, họ Erebidae.